# Pont Cavour
Le Pont Cavour est un pont de Rome, sur le Tibre. Il relie la piazza del Porto di Ripetta au quai (lungotevere) des Mellini, dans le Campo Marzio et le rione de Prati. Il relie également la zone autour de la Piazza Cavour au secteur situé près de l'Ara Pacis dans le Campus Martius.

## Description
Mesurant 110 m de long sur 20 m de large, il a été conçu par l'architecte Angelo Vescovali avec cinq arches et un revêtement en travertin. Il a été construit entre 1896 et 1901 pour remplacer la temporaire passerella di Ripetta de 1878. Il a ouvert le 25 mai 1901 et est nommé d'après Camillo Benso conte di Cavour, un des pionniers de l'unification italienne.